# Montour Falls
Montour Falls – wieś w Stanach Zjednoczonych, w stanie Nowy Jork, w hrabstwie Schuyler.